# 名古屋市立正保小学校
名古屋市立正保小学校（なごやしりつ しょうほしょうがっこう）は、名古屋市港区正保町にある公立小学校。

## 歴史
1979年（昭和54年）4月1日、小碓小学校分校として設立された。分離独立したのは、翌年度になってからのことである。

### 児童数の変遷
『愛知県小中学校誌』（2018年）によると、児童数の変遷は以下の通りである。
| 1980年（昭和55年） | 842人 |  |
| 1987年（昭和62年） | 531人 |  |
| 1997年（平成9年）  | 427人 |  |
| 2007年（平成19年） | 421人 |  |
| 2017年（平成29年） | 328人 |  |

## 通学区域
所管する名古屋市教育委員会は、2018年（平成30年）9月1日現在、港区のうち、小碓町字東亥新田・川間町・小割通1丁目・正徳町1～5丁目・正保町1～7丁目・明徳町の全域および川西通3～5丁目・小割通2～3丁目・正徳町6丁目・正保町8丁目の各一部を通学区域として指定している。
また、卒業後の進学先は名古屋市立港北中学校となっている。

## 交通アクセス
名古屋臨海高速鉄道あおなみ線港北駅が最寄り駅で、名古屋市営バス港北駅停留所が最寄りバス停である。

## 関係者

### 出身者
- 小池貴志 - 元プロ野球選手[3]

### WEB
1. 1 2  名古屋市教育委員会事務局総務部企画経理課企画統計係 (2018年9月18日). “港区の小・中学校一覧”.   名古屋市. 2018年11月14日閲覧。
2. ↑  名古屋市教育委員会事務局総務部教育環境計画室計画係 (2018年9月1日). “名古屋市立小・中学校の通学区域一覧（港区）” (PDF).   名古屋市. 2018年11月15日閲覧。
3. ↑  名古屋市教育委員会事務局総務部教育環境計画室計画係 (2018年4月1日). “名古屋市立中学校区一覧（小→中）” (PDF).   名古屋市. 2018年11月14日閲覧。

### 書籍
1. 1 2  港区制施行五十周年記念事業実行委員会 1987, p. 397.
2. ↑  六三制教育七十周年記念 愛知県小中学校誌 合同記念誌編集特別委員会 2018, p. 242.
3. ↑  中日スポーツ（企画） 編『中日ドラゴンズ '89ファンブック』中日ドラゴンズ（発行）・中日新聞本社（発売）〈中日ドラゴンズファンブック〉、1989年3月12日、99頁。ISBN 978-4806202073。